# Maragogi
Maragogi is een gemeente in de Braziliaanse deelstaat Alagoas. De gemeente telt 26.978 inwoners (schatting 2009).